# Al-Mahabba
Al-Mahabba (arab. المحبة) – wieś w Syrii, w muhafazie Damaszek. W 2004 roku liczyła 100 mieszkańców.